# Oktjabrskoje (Kaliningrad, Bagrationowsk)
Oktjabrskoje (russisch Октябрьское, deutsch Wargitten und Patranken, litauisch Vargyčiai und Patrankos) ist ein Ort mit zwei ursprünglich selbständigen Ortschaften in der russischen Oblast Kaliningrad (Gebiet Königsberg (Preußen)) und gehört zur Pogranitschnoje selskoje posselenije (Landgemeinde Pogranitschny (Hermsdorf)) im Rajon Bagrationowsk (Kreis Preußisch Eylau). 
Das ehemalige Patranken ist inzwischen allerdings offenbar ein Teil des Ortes Muschkino.

## Geographische Lage
Oktjabrskoje liegt 24 Kilometer nordöstlich der früheren Kreisstadt Mamonowo (Heiligenbeil) und nur einen Kilometer südlich der Bahnlinie Kaliningrad (Königsberg) – Mamonowo – Polen (Teilstück der früheren Preußischen Ostbahn), deren nächste Bahnstation die in Swetloje (Kobbelbude) bzw. die „O.p. 1307 km“ (Ostanówotschny punkt) ist. Zu erreichen ist der Ort auf einer Nebenstraße, die von Swetloje (Kobbelbude) unweit der russischen Fernstraße R 516 (frühere deutsche Reichsautobahn Berlin–Königsberg „Berlinka“) nach Nowo-Moskowskoje und weiter bis Uschakowo (Brandenburg am Frischen Haff) führt.

## Geschichte

Wargitten, südlich der Stadt Heilsberg, auf einer Landkarte von 1910.

### Bis 1945

#### Oktjabrskoje/Wargitten
Der ehemals Wargitten genannte Ortsteil Oktjabrskojes findet bereits 1407 seine erste Erwähnung und wurde 1874 in den neu errichteten Amtsbezirk Pörschken eingegliedert. Dieser gehörte bis 1945 zum Landkreis Heiligenbeil im Regierungsbezirk Königsberg der preußischen Provinz Ostpreußen.
Im Jahre 1910 lebten hier 95 Einwohner. Nachdem 1928 der Gutsbezirk Amalienwalde (nicht mehr existent) aus dem Amtsbezirk Kukehnen sowie die Gutsbezirke Groß Klingbeck, Morren  und Praußen (alle nicht mehr existent) nach Wargitten eingemeindet wurden und sich Patranken (bis 1992: Krasnoarmeiskoje, seither auch: Oktjabrskoje) und Lauck (Muschkino) mit Wargitten zur neuen Landgemeinde Wargitten zusammenschlossen, stieg die Einwohnerzahl bis 1933 auf 217 und betrug 1939 noch 210.
Infolge des Zweiten Weltkrieges kam Wargitten 1945 mit dem nördlichen Ostpreußen zur Sowjetunion und erhielt 1947 die russische Bezeichnung Oktjabrskoje.

#### Oktjabrskoje/Patranken
Der einst Patranken genannte Ortsteil Oktjabrskojes, der wie Wargitten 1407 seine Ersterwähnung fand, bestand vor 1945 aus zahlreichen kleineren und größeren Höfen. Im Jahre 1874 wurde das Dorf in den neugebildeten Amtsbezirk Pörschken im Landkreis Heiligenbeil im Regierungsbezirk Königsberg der preußischen Provinz Ostpreußen eingegliedert. Im Jahre 1910 betrug die Einwohnerzahl Patrankens 102.
Am 30. September 1928 schlossen sich die Landgemeinden Patranken und Wargitten sowie der Gutsbezirk Lauck (Muschkino) zur neuen Landgemeinde Wargitten zusammen.
1945 kam auch Patranken wie das ganze nördliche Ostpreußen zur Sowjetunion und erhielt 1947 die russische Bezeichnung Krasnoarmeiskoje.

### Seit 1947
Die beiden ehemaligen Orte Wargitten und Patranken gehörten unter den Namen „Oktjabrskoje“ bzw. „Krasnoarmeiskoje“ zum Pogranitschni selski sowjet (Dorfsowjet Pogranitschny (Hermsdorf)) und „wechselten“ vom Landkreis Heiligenbeil zum Rajon Bagrationowsk (Kreis Preußisch Eylau). Krasnoarmeiskoje wurde nach Oktjabrskoje einbezogen, und als so vereinigter Ort gehört Oktjabrskoje seit 2009 und der dann erfolgten Struktur- und Verwaltungsreform als „Siedlung“ (russisch: possjolok) eingestufte Ortschaft zur neu gebildeten Pogranitschnoje selskoje posselenije (Landgemeinde Pogranitschny) im Rajon Bagrationowsk.

## Kirche
Vor 1945 gehörte der weitaus größte Teil der Bevölkerung Wargittens und Patrankens zur evangelischen Konfession. Beide Dörfer waren in das Kirchspiel der Pörschken eingepfarrt, das zum Kirchenkreis Heiligenbeil (russisch: Mamonowo) in der Kirchenprovinz Ostpreußen der Kirche der Altpreußischen Union gehörte. Letzter deutscher Geistlicher war Pfarrer Bruno Link.
Heute liegt Oktjabrskoje im Einzugsgebiet der in den 1990er Jahren entstandenen evangelisch-lutherischen Gemeinde in Nowo-Moskowskoje (Poplitten). Sie ist eine Filialgemeinde der Auferstehungskirche in Kaliningrad (Königsberg) innerhalb der Propstei Kaliningrad der Evangelisch-lutherischen Kirche Europäisches Russland (ELKER).